# Корнилов, Фёдор Петрович
Фёдор Петрович Корнилов (7 марта [19 марта] 1809, м. Домбровица, Ровенский уезд, Волынская губерния, Российская империя — 24 августа [5 сентября] 1895, около Харькова, в поезде по пути в Крым, Российская империя) — государственный деятель Российской империи.

## Биография
Из рода Корниловых. Сын генерал-лейтенанта П. Я. Корнилова (1770—1828) и его жены — костромской помещицы Марии Фёдоровны Аристовой (? — 1825).
- 1829 год — окончил Благородный пансион при Царскосельском лицее с серебряной медалью[2].
- В 1829 году прикомандирован к батарейной № 1 роте лейб-гвардии Артиллерийской бригады.
- В ноябре 1829 года назначен в канцелярию Комитета министров.
- С 1830 года по 1833 год не служил.
- С февраля 1833 года — чиновник при директоре Департамента разных податей и сборов Министерства финансов.
- С августа 1833 года — помощник столоначальника Департамента разных податей и сборов Министерства финансов.
- С января 1836 года — помощник бухгалтера, а с июля — старший помощник бухгалтера Департамента разных податей и сборов Министерства финансов.
- В 1837—1838 годах — в отпуске по состоянию здоровья.
- С 1838 года — непременный член Вятской комиссии народного продовольствия, Вятского губернского статистического комитета, Вятского оспенного комитета и Вятского комитета земских повинностей.
- С 1838 года по 1843 год — непременный член Тамбовского приказа общественного призрения.
- В 1839 году — член Временного комитета для определения предварительных мер о переводе из Воронежа в Тамбов училища для детей канцелярских служителей.
- С 1840 года по 1843 год — член и секретарь Тамбовского комитета Общества попечения о тюрьмах.
- С 1844 года — начальник 3 отделения Департамента общих дел Министерства внутренних дел.
- С 1848 года — правитель (с 1849 года — управляющий) канцелярии московского военного генерал-губернатора.
- С 1849 года — член Московского комитета Общества попечения о тюрьмах.
- С 1851 года — действительный член Московского художественного общества.
- С 3 июля (15 июля) 1859 по 6 мая (18 мая) 1861 — Московский гражданский губернатор.
- С 6 мая (18 мая) 1861 по 1 января (13 января) 1875 — управляющий делами Комитета министров.
- С 1861 года — член Комитета призрения заслуженных гражданских чиновников.
- С 1862 года — статс-секретарь Его Императорского Величества.
- С 1863 года — член Санкт-Петербургского Английского клуба.
- С 1866 года по 1869 год, с 1872 года по 1875 год, с 1875 года по 1878 год и с 1878 года по 1881 год — почётный мировой судья по Холмскому уезду Псковской губернии.
- С 1875 года по 1895 год — член Государственного совета Российской империи.
- С 1883 года — член Совета Императорского Человеколюбивого общества.
- С 1889 года — вице-председатель Императорского Православного Палестинского общества.
- 5 сентября 1895 года, по пути в Крым, на последней станции перед Харьковом, внезапно скончался в вагоне курьерского поезда.

## Чины
- 1829 год — коллежский секретарь.
- 1834 год — титулярный советник.
- 1836 год — коллежский асессор.
- 1840 год — надворный советник.
- 1844 год — надворный советник (старшинство с 1843 года).
- 1847 год — статский советник.
- 1851 год — действительный статский советник.
- 1862 год — тайный советник.
- 1880 год — действительный тайный советник.

## Награды
- Орден Святого Владимира 1 степени (1891 год)
- Алмазные знаки к ордену Святого Александра Невского (1886 год)
- Орден Святого Александра Невского (1871 год)
- Орден Белого орла (1868 год)
- Орден Святого Владимира 2 степени (1865 год)
- Орден Святой Анны 1 степени (1855 год)
- Орден Святого Станислава 1 степени (1854 год)
- Орден Святого Владимира 3 степени (1849 год)
- Орден Святой Анны 2 степени (1847 год)
- Орден Святой Анны 3 степени (1845 год)
- Медали и иные поощрения

## Отзывы современников
В 1848 году писатель В. И. Даль в письме к Погодину так охарактеризовал его качества: «Корнилов человек весьма хороший. Вы найдете в нём очень образованного, умного, любознательного и благородного человека»

## Семья
Из русского дворянского рода конца XVI века.
Сын героя Отечественной войны 1812 года генерал-лейтенанта Петра Яковлевича Корнилова от брака с Марией Фёдоровной урождённой Аристовой.
Имел 9 братьев и сестёр, среди которых:
- Иван Петрович Корнилов (1811—1901) — известный географ, педагог, историк школ и системы образования в России, член Совета Министра народного просвещения.
- Павел Петрович Корнилов (1803—1864) — статский советник.
- Петр Петрович Корнилов (1804—1869) — генерал-лейтенант, комендант Москвы.

Женат не был, детей не имел.